# Bakharz (Verwaltungsbezirk)
Bakharz (persisch شهرستان باخرز) ist ein Schahrestan in der Provinz Razavi-Chorasan im Iran. Er enthält die Stadt Bakharz, welche die Hauptstadt des Verwaltungsbezirks ist.

## Kreise
- Zentral (بخش مرکزی)
- Bala Velayat (بخش بالاولایت)

## Demografie
Bei der Volkszählung 2016 betrug die Einwohnerzahl des Schahrestan 54.615. Die Alphabetisierung lag bei 81 Prozent der Bevölkerung. Knapp 17 Prozent der Bevölkerung lebten in urbanen Regionen.
| Zensusjahr | Einwohnerzahl |
| ---------- | ------------- |
| 2011       | 53.582        |
| 2016       | 54.615        |